# Luden skålmurkla
Luden skålmurkla (Helvella macropus) är en svampart som först beskrevs av Christiaan Hendrik Persoon, och fick sitt nu gällande namn av Petter Adolf Karsten 1871. Helvella macropus ingår i släktet Helvella och familjen Helvellaceae.   Inga underarter finns listade i Catalogue of Life.
Arten är reproducerande i Sverige.

## Källor

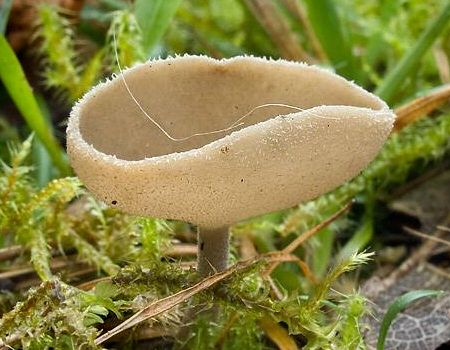
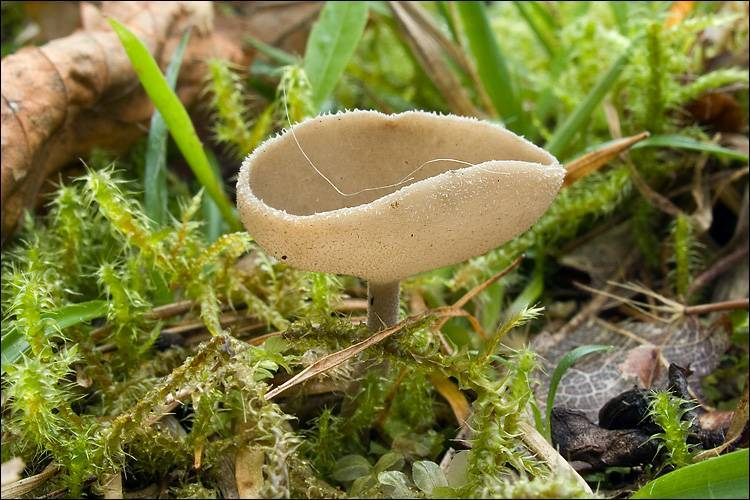
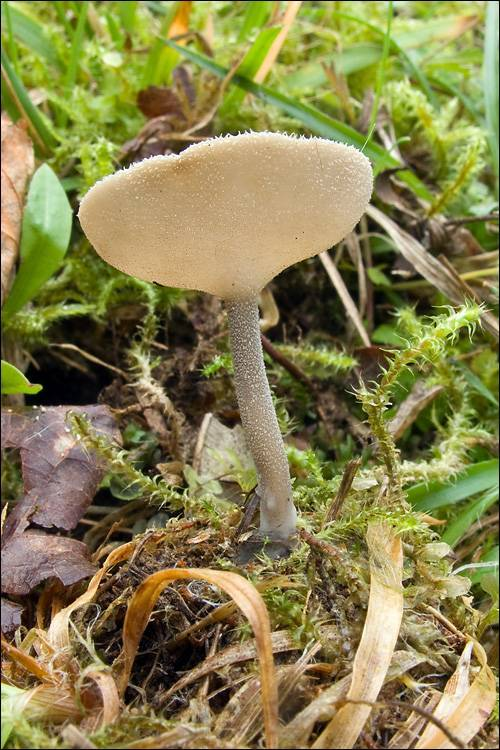
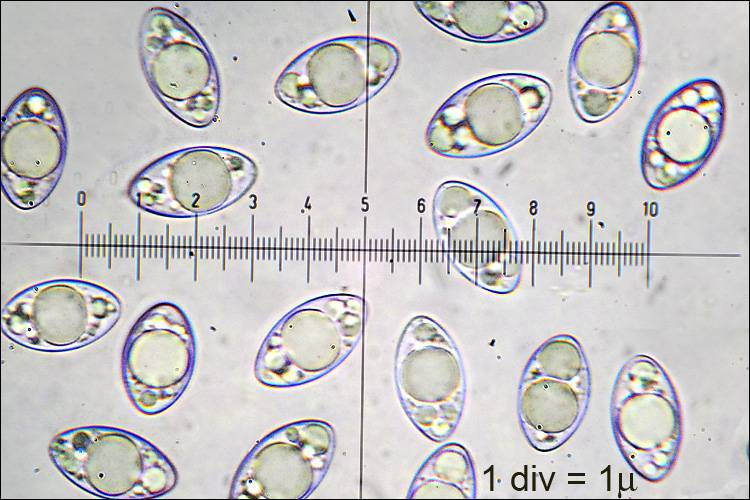
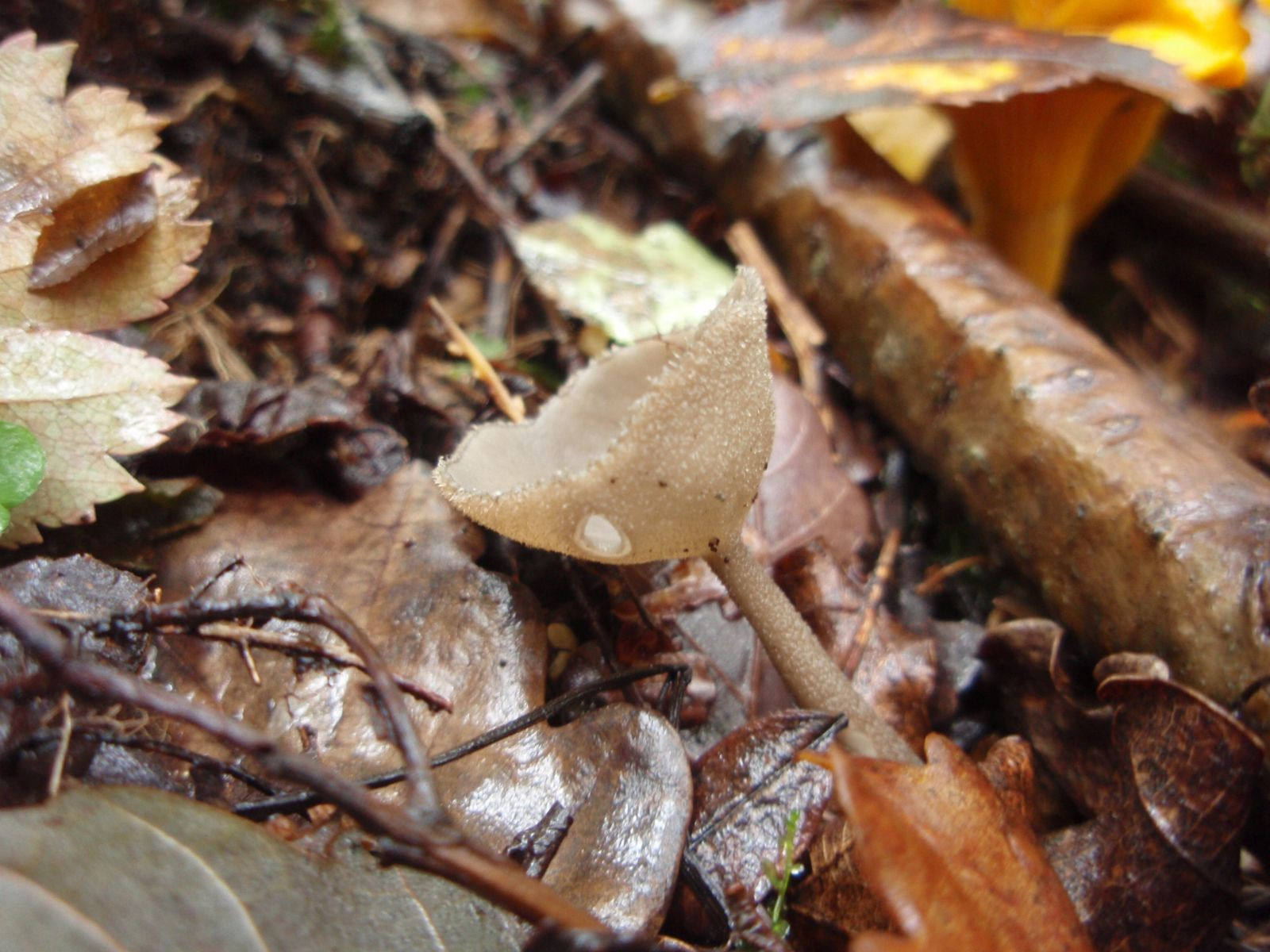
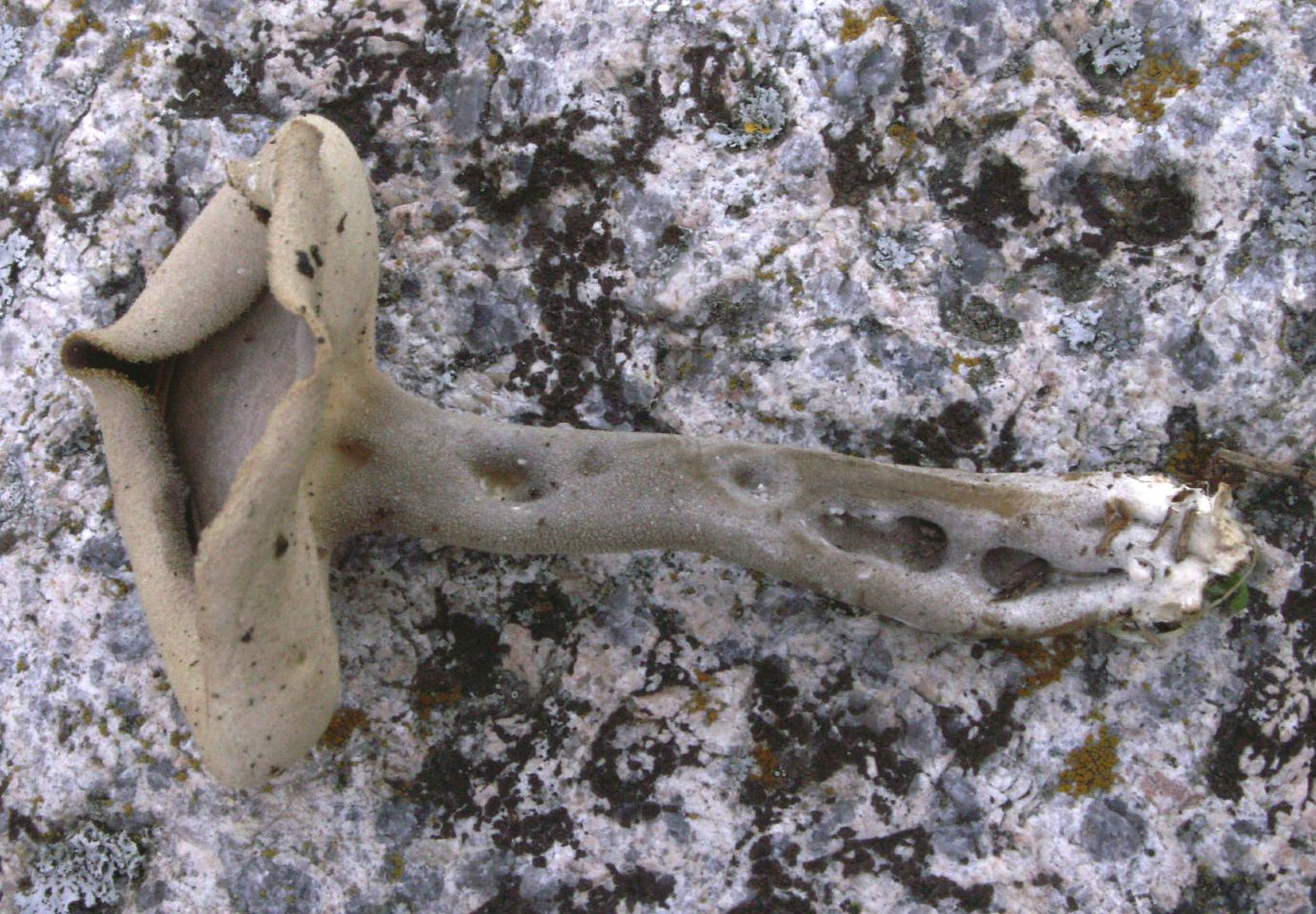
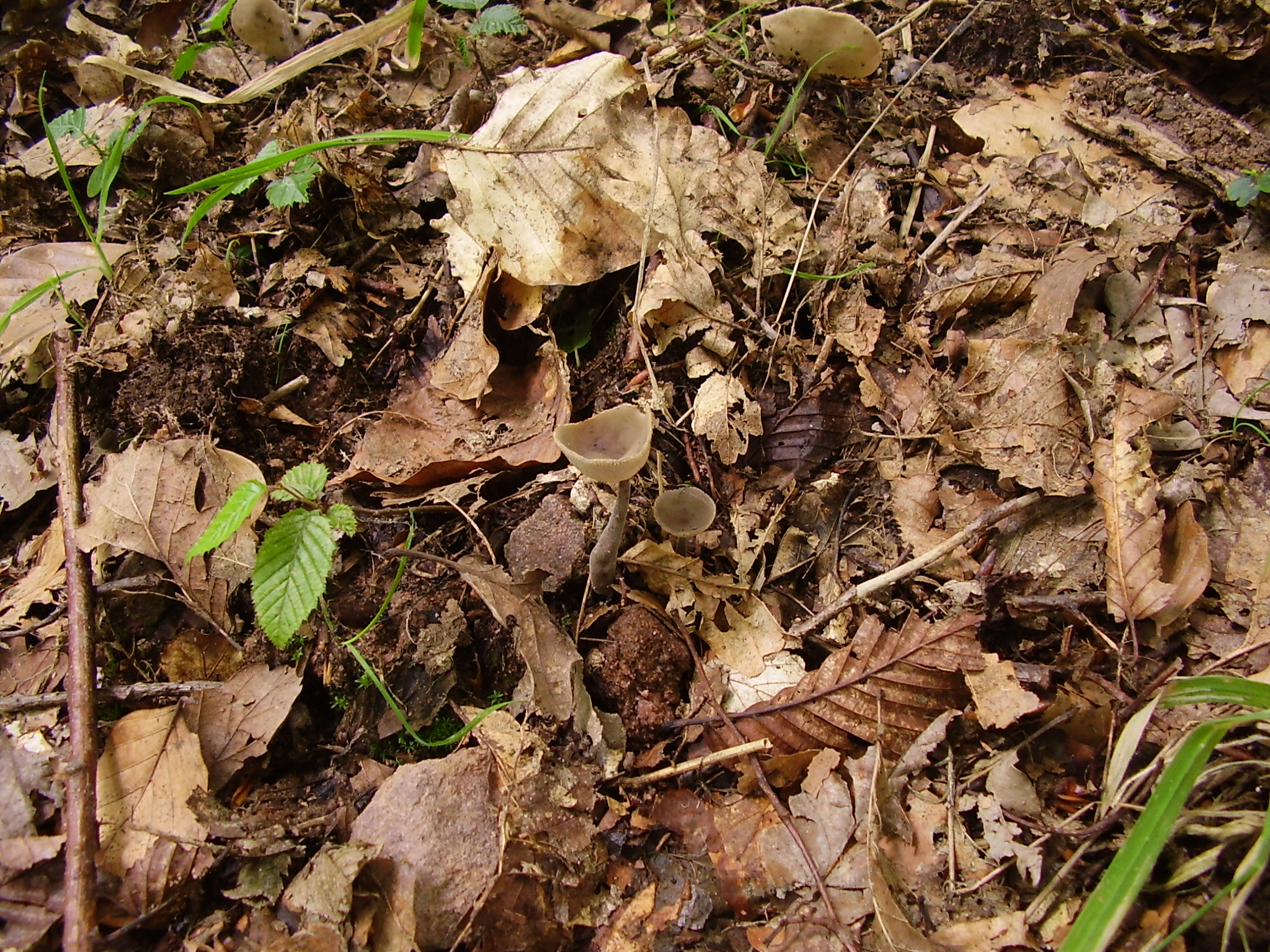